# 一般化された複素構造
数学の微分幾何学において、一般化された複素構造（いっぱんかされたふくそこうぞう、英: generalized complex structure）とは、可微分多様体の持つある種の性質をいう。その特別な場合として複素構造やシンプレクティック構造が現れることがある。一般化された複素構造は、2002年ナイジェル・ヒッチンにより導入され、さらに彼の学生であったマルコ･グァルティエリとギル･カバルカントにより発展した。
最初は、この構造は微分形式の汎函数による特徴付けというヒッチンのプログラムから発生した。この構造は、2004年のロベルト・ダイクラーフ、セルゲイ･グーコフ、アンドリュー･ナイツケとカムラン・ヴァッファの位相弦の理論は位相的M-理論の特別な場合ではないかという提案の基礎となった。今日、一般化された複素構造は、物理的な弦理論で超対称性をもつフラックスコンパクト化で主要な役目を果たしている。フラックスコンパクト化は、10次元の物理を4-次元の我々のような世界へ関連付けるのであるが、（ツイストする必要がある）一般化された複素構造を必要とする。

## 定義

### 一般化された接バンドル
N-次元多様体 M を考える。 M の接バンドルT とは、ファイバーが M のすべての接ベクトルからなるような M 上のベクトルバンドルのことである。このとき、T の切断は M 上のベクトル場である。M の余接バンドルをT*と書く。これは、その切断が M 上の1-形式となるような M 上のベクトルバンドルである。
複素幾何学では多様体の接バンドルの上の構造を考える。シンプレクティック幾何学では、代わりに、余接バンドルの外冪に注目する。一般化された複素構造では、これらの2つの分野を複素数の上で接バンドルと余接バンドルの直和 (T {\displaystyle \oplus }T*) の切断として扱うことで、2つの分野を統一して表す。それらは複素ベクトル場と複素1-形式との形式的な和である。接バンドルと余接の直和のことを、一般化された接バンドルと言う。
ファイバーは複素符号を持つ内積 (N, N) が与えられていて、X と Y がベクトル場で、ξ と η が 1-形式であれば、X+ξ と Y+ηの内積は次のように定義される。
{\displaystyle \langle X+\xi ,Y+\eta \rangle ={\frac {1}{2}}(\xi (Y)+\eta (X))}

一般化された概複素構造 は、まさに次の自然な内積を保つ一般化された接バンドルの概複素構造である。自然な内積とは、
{\displaystyle {\mathcal {J}}:\mathbf {T} \oplus \mathbf {T} ^{*}\rightarrow \mathbf {T} \oplus \mathbf {T} ^{*}}
で 
{\displaystyle {\mathcal {J}}^{2}=-{\rm {Id}},\ \ {\mbox{ and }}\ \ \langle {\mathcal {J}}(X+\xi ),{\mathcal {J}}(Y+\eta )\rangle =\langle X+\xi ,Y+\eta \rangle .}
を満たすものを言う。
通常の概複素構造の場合のように、一般化された概複素構造は、一意に {\displaystyle {\sqrt {-1}}}-固有バンドルであり、複素化した一般化接バンドル {\displaystyle (\mathbf {T} \oplus \mathbf {T} ^{*})\otimes \mathbb {C} }
の部分バンドルとなる。これは、
{\displaystyle L=\{X+\xi \in (\mathbf {T} \oplus \mathbf {T} ^{*})\otimes \mathbb {C} \ :\ {\mathcal {J}}(X+\xi )={\sqrt {-1}}(X+\xi )\}}
で与えられる。この部分バンドル L は次の性質を持つ。
(i) 複素共役との交叉はゼロセクション： {\displaystyle L\cap {\overline {L}}=0} である。
(ii) L は 最大イソトロピック、つまり、複素ランクが N に等しく、全ての {\displaystyle \ell ,\ell '\in L.} に対し {\displaystyle \langle \ell ,\ell '\rangle =0} となる。
逆に、(i)と(ii)を満たす L は一意な一般化された複素構造の {\displaystyle {\sqrt {-1}}}-固有バンドルであり、したがって性質 (i)と(ii) は一般化された概複素構造のもう一つの定義と考えることもできる。

### クーランブラケット
通常の複素幾何学では、概複素構造が複素構造となる条件である可積分性は、正則な部分バンドルの切断と他の正則な部分バンドルの切断とのリーブラケットとなっていることと同値である。
一般化された複素幾何学では、ベクトル場というよりも、ベクトル場と1-形式との直和に注目している。そのような形式的な和のリーブラケットは1990年に導入され、次の式で定義され、クーランブラケットと呼ばれる。
{\displaystyle [X+\xi ,Y+\eta ]=[X,Y]+{\mathcal {L}}_{X}\eta -{\mathcal {L}}_{Y}\xi -{\frac {1}{2}}d(i(X)\eta -i(Y)\xi )}
ここに {\displaystyle {\mathcal {L}}_{X}} はベクトル場 X にそったリー微分で、d は外微分で、i は内積である。

### 一般化された複素構造の定義
一般化された複素構造は、滑らかな L の切断の空間が、クーランブラケットの下に閉じているような 一般化された概複素構造のことを言う。

## 最大イソトロピック部分バンドル

### 分類
T {\displaystyle \oplus } T* の最大イソトロピック部分バンドルと、Eが T の部分バンドルで ε が、2-形式であるようなペア (E,ε) の間には1:1の対応関係がある。この対応は直接、複素構造の場合へも拡張される。
ペア (E, ε) が与えられると、次のように、T {\displaystyle \oplus } T* の最大イソトロピック部分バンドル L(E,ε) を構成することができる。部分バンドルの元は、形式和 X + ξ で、ここにベクトル場 X は E の切断であり、双対空間 E* へ限定された 1-形式 ξ は、1-形式 ε(X) に同値である。
L(E, ε) がイソトロピックであることを調べるためには、Y が E の切断であることと、E* へ制限された ξ が ε(X) であることに注意すると、E*に垂直な ξ の部分が Y をゼロにすることから、ξ(Y) = ε(X, Y)である。従って、X + ξ と Y + η が T {\displaystyle \oplus } T* の切断であれば、
{\displaystyle \langle X+\xi ,Y+\eta \rangle ={\frac {1}{2}}(\xi (Y)+\eta (X))={\frac {1}{2}}(\epsilon (Y,X)+\epsilon (X,Y))=0}
が成立するので、L(E, ε) はイソトロピックになる。さらに L(E, ε) は最大となる。なぜならば、E の選択する複素次元は dim(E) であり、ε は E* の補空間の上に限定されないからである。この空間の複素次元は、n − dim(E) である。このようにして、全複素次元は n となる.  グァルティエリはすべての最大イソトロピック部分バンドルが、ある E と ε が存在し L (E,ε) となることを証明した。

### タイプ
最大イソトロピック部分バンドル L(E,ε) の type とは、E をゼロにする部分バンドルの実次元のことを言う。同じことではあるが、タイプは 2N 接バンドルから T の上への L(E,ε) の射影の実次元である。言い換えると、最大イソトロピック部分バンドルのタイプは、接バンドル上への部分バンドルの余次元である。複素多様体の場合は、複素次元を使い 複素タイプ という時もある。原理的に、部分バンドルのタイプは 0 and 2N の間の任意の整数となることが可能ではあるが、一般化された概複素構造では N よりも大きなタイプを持つことができない。理由は、部分バンドルと部分バンドルの複素共役の和が (T{\displaystyle \oplus }
T*){\displaystyle \otimes }C の全体の次元である必要があるからである。
最大イソトロピック部分バンドルのタイプは、微分同相の下に不変で、また B-場（カルブ-ラモン場ともいう）のシフトの下にも不変である。B-場は、次の形式 T{\displaystyle \oplus }T* の等長写像である。
{\displaystyle X+\xi \longrightarrow X+\xi +i_{X}B}
ここに B は任意の閉 2-形式である。この形式で表されるので、弦理論の脈絡では、B-場と呼ばれてきた。
一般化された概複素構造のタイプは、一般には定数ではなく、偶数の整数の間をジャンプすることができるが、上半連続となっている。これは各々の点は、タイプが減少することができない開近傍を持っていることを意味する。実際には、このことは、正の余次元を持つ部分多様体上では、周りのタイプよりも大きな部分集合が発生することを意味している。

### 実インデックス
最大イソトロピック部分空間 L の実インデックス r は、 L と L の複素共役との交叉の複素次元である。(T{\displaystyle \oplus } T*) {\displaystyle \otimes } C の最大イソトロピック部分空間が一般化された概複素構造であることと、r = 0 とは同値である。

## 標準バンドル
通常の複素幾何学では、一般化された概複素構造と複素ラインバンドルの間に対応関係がある。特別な一般化された概複素構造に対応する複素ラインバンドルは、しばしば 標準バンドル と言われる。通常の場合の標準バンドルを一般化したからである。その切断がピュアスピノルであることから、ピュアスピノルバンドルと呼ばれることもある。

### 一般化された概複素構造
標準バンドルは M 上の複素微分形式のバンドル Λ*T{\displaystyle \otimes }C の複素次元1の部分バンドルである。ガンマ行列が微分形式とスピノルの間の同型を定義することを思い起こすと、特に偶数と奇数の微分形式は、ワイルスピノルの2つのカイラリティの間の写像である。ベクトルは内積により与えられる微分形式の上へ作用する。1-形式はウェッジ積により微分形式に作用する。このように、バンドル (T {\displaystyle \oplus } T*) {\displaystyle \otimes } C の切断は、微分形式の上へ作用する。この作用は、スピノルのクリフォード代数の表現である。
スピノルがクリフォード代数の生成の半分によりゼロとなるときに、ピュアスピノルと言う。スピノルはバンドル Λ*T の切断で、クリフォード代数の生成子はバンドル (T {\displaystyle \oplus } T*) {\displaystyle \otimes } C のファイバーである。従って、ピュアスピノルが与えられると、半分の次元の部分バンドル E of (T {\displaystyle \oplus } T*) {\displaystyle \otimes } C をゼロにする。そのような部分バンドルは、いつでもイソトロピックであるので、概複素構造を定義するためには、E と E の複素共役の和が (T {\displaystyle \oplus } T*) {\displaystyle \otimes } C のすべてとなるようにすればよいだけである。これはピュアスピノルのウェッジ積についてはいつでも正しく、ピュアスピノルの複素共役は最上位の次元の成分をもっている。従って、そのようなピュアスピノルは、一般化された概複素構造を決定する。
一般化された概複素構造が与えられると、ピュアスピノルを任意の複素函数による掛け算による差異を無視すると一意に決定することができる。これらのピュアスピノルの選択は標準バンドルの切断で定義される。

### 可積分性、その他の構造
特別な複素構造を決定するピュアスピノルが完全形式で閉じている、もしくはより一般的に、ピュアスピノルの外微分がガンマ行列の作用に等価であるとすると、概複素構造は可積分になり、そのようなピュアスピノルは一般化された複素構造に対応する。
さらに、標準バンドルが正則で自明であれば（閉形式である大域的な切断であることを意味する）、一般化されたカラビ-ヤウ構造を決定し、M を一般化されたカラビ-ヤウ多様体と言う。

## 局所分類

### 標準バンドル
局所的にすべてのピュアスピノルは、整数 k、B-場 2-形式 B、非退化シンプレクティック形式 ω と k-形式 Ω に依存するが、同じ形で書くことができる。任意の点の局所近傍で、標準バンドルを生成するピュアスピノル Φ は、いつでも次の形でとることができる。
{\displaystyle \Phi =e^{B+i\omega }\Omega }
ここに Ω は1-形式のウェッジ積として、分解可能である。

### 正則点(Regular point)
複素化された接バンドル T{\displaystyle \otimes }C の部分バンドル E を正則部分バンドル L of (T{\displaystyle \oplus }T*)
{\displaystyle \otimes }C の  T{\displaystyle \otimes }C 上への射影として定義する。一般化された概複素構造の定義の中では、L と L の複素共役の交叉が唯一原点となる。なぜならば、そうでないとすると、それらは、 (T{\displaystyle \oplus }T*){\displaystyle \otimes }C を完全に張ることができなくなるからである。しかし、これらの射影の交叉は自明であるとは限らない。従って一般には、ある部分バンドル Δ が存在して、この交叉は次の形をしている。
{\displaystyle E\cap {\overline {E}}=\Delta \otimes \mathbf {C} }
Δ のファイバーの次元の中に開近傍が定数となるような点を、正則点(regular point) と言う。

### ダルブーの定理
一般化された複素多様体のすべての正則な点は、微分同相や B-場でのシフトの後でも、開近傍が複素ベクトル空間のデカルト積として Ck および、標準のシンプレクティック形式を持つシンプレクティック空間 R2n-2k と同じ一般化された複素構造を持つ。この空間は、対角要素が 1 と -1 のみの2つの値からなる2行2列の行列の直和である。

### 局所正則性
非正則点の近くでは、上の分類定理は適用できない。しかし、任意の点で、一般化された複素多様体は、微分同相と B-場の差異を無視すると、シンプレクティック多様体とその点では複素タイプである一般化された複素多様体の積となる。ポアソン多様体の局所構造のワインシュタインの予想に非常によく似ている。局所構造の残っている問題は複素タイプの点の近くでは一般化された複素構造はどのように見えるのかである。実際、正則ポアソン構造によって、引き起こされると考えられる。

## 例

### 複素多様体
複素微分形式 Λ*T{\displaystyle \otimes }C の空間は、C の中の複素共役によって複素共役作用素を持つ。このことにより、正則と反正則である 1-形式と (m, n)-形式を定義する。これらの微分形式は、m 個の正則成分と n 個の反正則成分をもっている、同次多項式である。特に、すべての (n,0)-形式は、複素函数との積に局所的に関連しており、従ってそれらは複素直線バンドルを形成する。
(n,0)-形式は反正則接ベクトルや正則1-形式でゼロとなるので、ピュアスピノルである。このようにこのラインバンドルは、一般複素構造を定義する標準バンドルとして使うことができる。消滅因子(annihilator)を (T{\displaystyle \oplus }
T*){\displaystyle \otimes }C から複素化された接バンドルへ限定すると、反正則ベクトルバンドルの部分空間を得る。従って、(T{\displaystyle \oplus }
T*){\displaystyle \otimes }C の上の一般化された複素構造は、通常の接バンドル上の複素構造を定義する。
ベクトル場の基底のちょうど半分は正則なので、これらの複素構造はタイプ N である。実際、複素多様体と、複素数と {\displaystyle \partial }-閉 (2,0)-形式により定義される複素多様体のピュアスピノルをかけて得られる複素多様体は、タイプ N の一般化された複素多様体となる。

### シンプレクティック多様体
非退化 2-形式 ω に対し、
{\displaystyle \phi =e^{i\omega }}
で生成されるスピノルバンドルは、接空間上のシンプレクティック構造を定義する。これより、シンプレクティック多様体も一般化された複素構造である。
上記のピュアスピノル {\displaystyle \phi } は大域的に定義されているので、標準バンドルは自明である。このことはシンプレクティック多様体は一般化された複素多様体であるのみならず、さらに一般化されたカラビ-ヤウ多様体であることを意味する。
ピュアスピノル {\displaystyle \phi } は、B-場のシフトの虚部の数に一致するピュアスピノルに関係している。B-場はケーラー形式のシフトでもある。従って、これらの一般化された複素構造のタイプは、対応するスカラーピュアスピノルのタイプと一致する。スカラーは全接空間によってゼロとなるので、これらの構造はタイプ 0 である。
B-場のシフトは、閉じた実2-形式の指数にピュアスピノルをかけたものであるが、このB-場のシフトによる差異を無視した場合、シンプレクティック多様体は、タイプ 0 の一般化された複素多様体となる。B-場のシフトによる差異を無視したシンプレクティックである多様体は B-シンプレクティック と呼ばれることもある。

## G-構造との関係
一般化された複素構造幾何学の概に当たる構造のいくつかは、G-構造のことばで言い換えることができる。｢概｣という単語は、可積分性を持つと付かない。
上記の内積を持つバンドル (T{\displaystyle \oplus }T*) {\displaystyle \otimes } C は、 O(2n, 2n) 構造をもっている。一般化された概複素構造は、この構造を U(n, n) 構造へ退化させたものである。従って、一般化された複素構造の空間は、コセット
{\displaystyle {\frac {O(2n,2n)}{U(n,n)}}.}
となる。
一般化された概ケーラー構造は、対応するテンソルの積のマイナスが (T{\displaystyle \oplus }
T*){\displaystyle \otimes }C の上の正定値計量であるような可換な作用をもつ一般化された複素構造のペアである。
一般化された概ケーラー構造は、構造群を U(n){\displaystyle \times }U(n) まで退化させた構造である。一般化されたケーラー多様体と、そのツイストした相手は、双エルミートな多様体に同値である。これは1984年に、シルベスター・ジェームズ・ゲーツ, クリス・ハル と (Martin Roček)により、2-次元超対称な量子場の理論の脈絡で発見された。
最後に、一般化された概カラビヤウ計量構造は、さらに構造群が SU(n){\displaystyle \times }SU(n) へ退化する。

### カラビ-ヤウ計量 対 カラビ計量
グァルティエリが導入した一般化されたカラビ計量は、ヒッチンにより導入された一般化されたカラビ-ヤウ計量構造よりも強い条件になっている。特に、一般化されたカラビ-ヤウ計量構造は、2つの可換な一般化された概複素構造の存在を意味する。